# Suphalomitus jentinki
Suphalomitus jentinki is een insect uit de familie van de vlinderhaften (Ascalaphidae), die tot de orde netvleugeligen (Neuroptera) behoort. 
Suphalomitus jentinki is voor het eerst wetenschappelijk beschreven door Van der Weele in 1909.